# Scotinella elpotosi
Espèce
Scotinella elpotosi est une espèce d'araignées aranéomorphes de la famille des Phrurolithidae.

## Distribution
Cette espèce est endémique du San Luis Potosí au Mexique,. Elle se rencontre vers Ríoverde.

## Description
Le mâle holotype mesure 2,11 mm et la femelle paratype 2,51 mm.

## Systématique et taxinomie
Cette espèce a été décrite par Chamé-Vázquez et Jiménez en 2022.

## Étymologie
Son nom d'espèce lui a été donné en référence au lieu de sa découverte, le parc national El Potosí.

## Publication originale
- (en) Chamé-Vázquez & Jiménez, 2022 : « A new spider of the genus Scotinella Banks, 1911 (Araneae: Phrurolithidae) from Mexico and new combinations in Phrurolithidae. » Zootaxa, no 5099(2), p. 286-292.